# Sweet Exorcist
Sweet Exorcist è un album in studio del cantante statunitense Curtis Mayfield, pubblicato nel 1974.

## Tracce
Testi e musiche di Curtis Mayfield, eccetto dove indicato.
1. Ain't Got Time – 5:11
2. Sweet Exorcist – 3:53
3. To Be Invisible – 4:13
4. Power to the People – 3:29
5. Kung Fu – 6:12
6. Suffer – 4:04 (Mayfield, Donny Hathaway)
7. Make Me Believe in You – 5:28